# Paranisakis
Paranisakis eine Gattung der Spulwürmer mit 16 Arten, die als Parasiten bei Fischen vorkommen.

## Merkmale
Paranisakis sind Raphidascarididae mit Zwischenlippen, die weniger als halb so lang wie die Lippen und damit kleiner als bei der Schwestergattung Paranisakiopsis sind. Die Ausscheidungspore liegt nahe des Nervenrings und damit etwas weiter hinten als bei Paranisakiopsis.

## Arten
Zur Gattung gehören folgende Arten:
- Paranisakis halieutaeae Yamaguti, 1941
- Paranisakis johrii Naqvi & Gupta, 1987
- Paranisakis kherai Gupta & Garg, 1977
- Paranisakis lophii Yamaguti, 1935
- Paranisakis monodi (Gendre, 1928)
- Paranisakis multipapillus Rajyalakshmi, Hanumantha-Rao & Shyamasundari, 1991
- Paranisakis muraenesocis Yamaguti, 1935
- Paranisakis parva Kreis, 1937
- Paranisakis pastinacae Rudolphi, 1819
- Paranisakis pleuronectis Mamaev, Parukhin & Baeva, 1963
- Paranisakis quadrata Linstow, 1905
- Paranisakis sciaenae (Khan & Begum, 1971)
- Paranisakis squatinae Baylis, 1923
- Paranisakis striatus Rajyalakshmi, Hanumantha-Rao & Shyamasundari, 1986
- Paranisakis taeniurae Thwaite, 1927
- Paranisakis yamagutii Naqvi & Gupta, 1987

Synonyme der Gattung sind Ichthyanisakis (Gendre, 1928) und Ortoanisakis (Mozgovoi, 1951).